# António Dinis da Graça Vieira
António Dinis da Graça Vieira CvC • ComNSC (Nisa, Nossa Senhora da Graça, 26 de Julho de 1824 – Nisa, Nossa Senhora da Graça, 18 de Novembro de 1903), 1.º Barão de Maxial, foi um empresário agrícola e político português.

## Família
Filho de Tomás Cardoso Vieira (Vila Velha de Ródão, Vila Velha de Ródão, Gavião, 19 de Janeiro de 1796 - ?) e de sua mulher Maria da Graça Dinis (Nisa, Nossa Senhora da Graça, 15 de Junho de 1788 - ?), neto paterno de Manuel Dias Cardoso (Nisa, Montalvão - ?, filho de Manuel Dias Cardoso e de sua mulher Maria Fernanda da Trindade) e de sua mulher Maria Vieira Nogueira (Vila Velha de Ródão, Vila Velha de Ródão, Gavião - ?, filha de Estêvão Dias Vieira e de sua mulher Teresa Nogueira) e neto materno de Francisco Dinis Marques (Nisa, Nossa Senhora da Graça - ?, filho de Francisco Mendes Marques e de sua mulher Teodora Josefa) e de sua mulher Rita Dinis (Nisa, Nossa Senhora da Graça - ?, filha de Pedro Dias Franco e de sua mulher Catarina Dinis). Era tio materno do 1.º Visconde de Vale de Sobreira.

## Biografia
Era Bacharel em Direito pela Faculdade de Direito da Universidade de Coimbra a 17 de Junho de 1848, Advogado e grande Proprietário no Concelho de Nisa. Foi 1.º Oficial do Governo Civil do Distrito de Leiria por Alvará de 3 de Abril de 1854, Procurador da Junta Geral do Distrito de Portalegre, serviu de 1.º Substituto do Juiz de Direito e foi Administrador do Concelho de Nisa por Decreto de 18 de Agosto de 1860, Presidente da Câmara Municipal de Nisa, Deputado da Nação às Cortes de 1865 a 1868. Seguiu dedicadamente o Partido Regenerador, mas abandonou a actividade Política para se dedicar à Agricultura, arroteando a Herdade do Maxial, que desbravou e a que anexou muitas outras Fazendas dos termos de Arez e Nisa. Foi agraciado com os graus de 1.151.º Comendador da Real Ordem Militar de Nossa Senhora da Conceição de Vila Viçosa a 12 de Junho de 1872 e de Cavaleiro da Real Ordem Militar de Nosso Senhor Jesus Cristo e do Conselho de Sua Majestade.
O título de 1.º Barão de Maxial foi-lhe concedido, em sua vida, por Decreto de D. Luís I de Portugal de 13 de Março de 1883.
Fez Testamento em Junho de 1897, deixando como única e universal herdeira sua filha bastarda Maria Antónia Dinis Vieira.

## Casamento e descendência
Casou em Nisa, São Matias, a 18 de Outubro de 1869 com Joana Doroteia Pestana de Sampaio (Aveiro, Eixo, 23 de Março de 1826 - ?), filha de Manuel Bernardes Pestana Goulão (Vila Velha de Ródão, Sarnadas de Ródão, 9 de Abril de 1796 - Nisa), Bacharel formado em Direito pela Faculdade de Direito da Universidade de Coimbra, Juiz de Fora e Corregedor, e de sua mulher (Nisa, Nossa Senhora da Graça, 8 de Julho de 1821) Maria Cristina de Sampaio da Fonseca e Eça (Nisa, 29 de Maio de 1801 - Nisa, 4 de Novembro de 1840), sem geração. De Joana Cardoso, teve uma filha bastarda: 
- Maria Antónia Dinis Vieira (Lisboa, Santa Engrácia, 9 de Fevereiro de 1879 - Lisboa, Mercês 27 de Abril de 1973), casada em Nisa, Nossa Senhora da Graça, a 1 de Julho de 1897 com o Dr. Mário Augusto de Miranda Monteiro (Carregal do Sal, Sobral de Papízios, 10 de Fevereiro de 1870 - Lisboa, Mercês 1 de Outubro de 1955), Advogado   pela Universidade de Coimbra, Fundador e Administrador do Banco da Agricultura, com quem teve 5 filhos:
- Emilia Vieira de Miranda Monteiro (ccg)
- Dr. António Emílio Vieira Monteiro (ccg)
- Dr. Amadeu Vieira de Miranda Monteiro (csg)
- Dr. Mário Vieira de Miranda Monteiro (ccg)
- Maria Beatriz Vieira de Miranda Monteiro (ccg)